# Sabina Began
Sabina Began oder Sabina Beganović (* 22. Oktober 1974 in Hamburg) ist eine deutsche Schauspielerin bosnischer Abstammung, die in Rom lebt.

## Leben
Began war eine Geliebte von Silvio Berlusconi. Laut ihrer Aussage geht der Begriff Bunga Bunga auf ihren Spitznamen zurück.

## Filmografie (Auswahl)
- 1993: Junge Liebe
- 1995: Pazza famiglia
- 1996: Chiavi in mano
- 2000: Aitanic
- 2001: Malefemmene
- 2003: Un papà quasi perfetto
- 2005: Provaci ancora prof!
- 2006: Don Matteo
- 2007: Go Go Tales
- 2008: Crociera Vianello
- 2009: Il mistero del lago
- 2009: Il caso dell’infedele Klara
- 2009: Il falco e la colomba